# Regional Science Association International
Regional Science Association International (RSAI) je uskupení vědeckých společností, jejichž členové se zabývají regionální vědou.

## Začátky
Na konci 40. a na začátku 50. let pracoval Walter Isard na sestavení týmu akademiků, kteří se zabývali analýzou regionálního (tj. subnárodního) rozvoje. Tito akademici pocházeli z řady oborů: ekonomie, geografie, městského plánování, politologie a sociologie venkova. Svou novou metodu nazvali regionální věda a definovali si ji jako interdisciplinární úsilí, které bude vyžadovat jedinečné teoretické koncepty, metologické nástroje a data. Za tímto účelem založili vlastní organizaci Regional Science Association International, která se poprvé se poprvé sešla v prosinci 1954.
Roku 1961 měla RSA 960 členů a svou první lokální sekci, která organizovala konference pro regionální vědce na západě Spojených států amerických. Další sekce byla vytvořena v roce 1963 v Japonsku. Následovala oddělení po celé Evropě, Indii, Argentině a Brazílii. V roce 1969 začaly západní a japonské oddělení spolupracovat na pořádání mezinárodní konference Pacific Rim, která se koná každé dva roky.
Postupně byly vypracovány otázky koordinace mezi různými odděleními, což do roku 1990 vyústilo v téměř současnou strukturu. Regional Science Association International (RSAI) nyní funguje jako zastřešující organizace pro tři další organizace: The Pacific Science Conference Organization, The North American Regional Science Council a The European Regional Science Association.

## Struktura
Regional Science Association International je zastřešující organizací pro všechny přidružené regionální vědecké asociace:
- The Pacific Regional Science Conference Organization je zastřešujjící organizací pro:
  - Australia New Zealand Regional Science Association
  - Canadian Regional Science Association
  - Chinese Regional Science Association—Taiwan
  - Indonesian Regional Science Association
  - Japan Section of the Regional Science Association International, English
  - Korean Regional Science Association
  - Mexican Association of Science for Regional Development
  - The Western Regional Science Association

- The North American Regional Science Council je zastřešující organizací pro:
  - Canadian Regional Science Association
  - The Mid-Continent Regional Science Association
  - The Northeast Regional Science Association
  - The Southern Regional Science Association
  - The Western Regional Science Association
- The European Regional Science Association je zastřešující organizací pro:
  - British and Irish Section of the RSAI - RSAI BIS
  - Italian Regional Science Association
  - German Speaking Section of the RSAI
  - Nordic Section of the RSAI
  - Portugese Section of the Regional Science Association
  - Spanich Regional Science Association
  - Regional Science Association Netherlands